# ハンムラビ
ハンムラビ（アッカド語：Hammurabi、あるいは ハンムラピ Hammu-rapi）は、都市国家バビロン第6代王。後に、メソポタミアに勢力を拡大しバビロニア帝国の初代王となる。アムル人。
ウル・ナンム法典に次ぐ人類最古の記録された法律、ハンムラビ法典を制定して、中央集権をはかったことで知られる。なお、「ハムラビ」や「ハムラビ法典」と表記することもある。。

## 名前の語源
ハンムラビの名は出土する楔形文字の文書にḪA-AM-MU-RA-BIの5字、あるいは稀にḪA-MU-RA-BIの4字のつづりで表記されている。
楔形文字はもともとシュメール語を表記するための文字であるため、セム語派の言語を表記すると音素の区別が不十分になる問題が生じる。文書の地の文は東方セム語のアッカド語で記されており、この語ではセム語派独特の音素の消失がある程度起きているほか、楔形文字による表記の歴史が長いため、表記法が工夫されている。しかし、ハンムラビは同じセム語派でも楔形文字の表記の歴史が浅い西方セム語のアムル語を用いるアムル人である。アムル人のアムル語人名は楔形文字では不十分にしか表記されておらず、語義の解釈の障害となる。
名の構成に関しては、「ḪA-AM-MUはRA-BIである」という解釈で研究者の意見が一致しているが、音素が不完全にしか再現できないため、ḪA-AM-MUとRA-BIの意味の解釈で見解が分かれている。
前半のḪA-AM-MUに関しては、共通セム語で「義理の父」を意味する ḥamu とする説とアラビア語などで「父方のおじ」を意味する  ̔mmu とする説があるが、マリ文書でもハンムラビはḪA-AM-MU-RA-BIと表記されており、なおかつこの文書群の楔形文字では ḥamu がA-MU(-UM)、 ̔mmu がḪA-AM-MUと表記されていることから、ḪA-AM-MUを後者で解釈し、ḫammu と読むのが妥当とされる。また、アムル人の人名に組み込まれた神名には親族語彙で呼ばれるものがよくあることが知られているため、前半に関しては「（父方の）おじさん（と呼ばれる神）」であるとされる。
後半のRA-BIに関しては、rabi と読んで「偉大である」とする説と、rāpi と読んで「治療者」とする説がある。前者は楔形文字に pi の音を表記する文字があるのにハンムラビの名の表記に用いている例がないこととアララク文書でハンムラビの名の表記に rabi を意味する表意文字が用いられている例があることを根拠としており、後者は b と p の書き分けが可能なウガリト文字で書かれたウガリト文書に記された王名に  mrp または   ̔mrpi と表記されたものがあり、これがハンムラビと同名の他人であるとする説を根拠としている。
以上から、ハンムラビの名の発音と意味の解釈は、
- Ḫammu-rabi と読んで「（父方の）おじさん（と呼ばれる神）は偉大である」と解釈する
- Ḫammu-rāpi と読んで「（父方の）おじさん（と呼ばれる神）は治療者である」と解釈する

2説が代表的なものとなっている。

## 生涯

バビロニア, 紀元前1792年 - 紀元前1750年

### イシン・ラルサ時代
父シン・ムバリト (前1812年 - 前1793年)の時代にはまだささやかな王国であり、強国に囲まれていた。南ではラルサがシュメール地方、北ではアッシリアがマリとアッシュール、東ではエラムがチグリス川左岸を、それぞれの勢力が支配していた。紀元前1850年頃は、それぞれの勢力がメソポタミアに侵入しようとしていた。。

### メソポタミアの再統一
紀元前1792年、ハンムラビはバビロン第1王朝の第6代目の王となった。当初はイシン、ラルサ、マリといった当時メソポタミアに覇を競った大国間に挟まれ、北方のアッシリアにシャムシ・アダド1世、南方のラルサにリム・シン1世が健在であった。ハンムラビは弱小国の王であったが北方のアッシリアと同盟し、次第に頭角を現した。ハンムラビは紀元前1785年頃に、南のラルサ王のリム・シン1世からイシンを奪い、ティグリス川を渡り、この辺の主要都市マルグムを征服した。西では、ユーフラテス川流域のラピクムを占領。紀元前1764年にラルサを併合し南方の諸都市を征服してバビロンを拡張し、紀元前1759年にはマリを破壊してマリ争奪戦に決着をつけた。
紀元前1757年頃、アッシリアへ出兵して征服し、メソポタミア地方を統一した。都市国家バビロンがシュメール及びアッカドの地を再統一したことにより、シュメール及びアッカドの地の王の地位を獲得した。統一されたこの地域はバビロニアとも呼ばれるようになった。

### ハンムラビ法
ハンムラビは『ハンムラビ法典』と呼ばれる法典によって都市文明を確立したことで有名である。『ハンムラビ法典』は被害者や加害者の身分によって刑罰に違いを付け、身体刑を多く科すため、現代の視点からは残酷であると見られる。しかし成文法を作るだけでなく、法を体系化しようとしたことは、文明の発達にとって重要な一歩であるとみなされる。『聖書』にある「目には目を、歯には歯を」という言葉は『ハンムラビ法典』に遡ることができ、同害復讐法体系との関連が指摘されている。ハンムラビはこのほかにも、灌漑手段改良への援助を行うなど、バビロンの改良に努めた。

### 最後
ハンムラビは、紀元前1750年に死ぬまで王として統治した。死亡年は、紀元前1750年、あるいは年代測定法の違いにより紀元前1728年から紀元前1686年までにわたる。

### 死後
紀元前1531年、バビロン第1王朝第11代の王サムス・ディターナの治世に、ムルシリ1世に率いられたヒッタイト人の急襲に遭い、バビロニア王国は壊滅した。すぐに、アグム・カクリメ王（Agum Kakrime）に率いられたカッシート人が奪回した。多くの都市の反抗に遭いながらも、カッシート人は400年にわたって支配を続け、ハンムラビ法典を尊重した。

## 旧約聖書のニムロデ
学者の中には、ハンムラビと『旧約聖書』の『創世記』に登場するバビロンの王ニムロデを結びつけるものもいる。ハンムラビの名は「偉大なるハム」とも解釈可能である。ニムロデはノアの三男、ハムの孫にあたり、バベルの塔の建設者とされる。

## 参照
- Arnold, Bill T. (2005). Who Were the Babylonians? Brill Academic Publishers. ISBN 90-04-13071-3
- Breasted, James Henry (2003). Ancient Time or a History of the Early World, Part 1. Kessinger Publishing. ISBN 0-7661-4946-3
- DeBlois, Lukas (1997). An Introduction to the Ancient World. Routledge Publishing. ISBN 0-415-12773-4
- 中田一郎『ハンムラビ「法典」』（初版）リトン、東京〈古代オリエント資料集成1〉（原著1999年12月20日）、151-153頁。ISBN 4-947668-41-5。
- Van De Mieroop, Marc (2005). King Hammurabi of Babylon: A Biography. Blackwell Publishing. ISBN 1-4051-2660-4
- Babylonian Law.  Britannica, 1911.